# Certhionyx
Certhionyx là một chi chim trong họ Meliphagidae.

## Các loài
- Certhionyx variegatus

### Chuyển đi
- Certhionyx pectoralis = Cissomela pectoralis
- Certhionyx niger = Sugomel nigrum